# Timika
Timika este un oraș din Indonezia. În 2014 avea 130.000 de locuitori.